# Варало
Варало (итал. Varallo) је насеље у Италији у округу Верчели, региону Пијемонт.
Према процени из 2011. у насељу је живело 5427 становника. Насеље се налази на надморској висини од 453 м.

## Становништво
| 1931. | 1936. | 1951. | 1961. | 1971. | 1981. | 1991. | 2001. | 2011. |
| ----- | ----- | ----- | ----- | ----- | ----- | ----- | ----- | ----- |
| 7.900 | 7.826 | 8.003 | 7.782 | 7.655 | 8.298 | 8.025 | 7.397 | 7.485 |